# Grigorij Miszczenko
Grigorij Maksimowicz Miszczenko, ros. Григорий Максимович Мищенко (ur. 5 stycznia 1992 w Konibodomie) – rosyjski hokeista.

## Kariera
- Torpedo 2 Niżny Nowogród (2007-2009)
- Czajka Niżny Nowogród (2009-2013)
- HK Sarow (2010/2011, 2012-2018)
- Torpedo Niżny Nowogród (2013)
- Sokoł Krasnojarsk (2018-2021)
- Cracovia (2021-2022)
- Kułagier Pietropawłowsk (2022-)

Wychowanek Torpedo Niżny Nowogród. Rozwijał karierę w drużynach juniorskich tego klubu i stowarzyszonych, w tym w lidze juniorskiej MHL oraz seniorskich WHL. W barwach Torpeda w styczniu i lutym 2013 rozegrał 9 spotkań w KHL edycji 2012/2013. Od wiosny 2015 na stałe został przekazany do Sarowa, gdzie grał w kolejnych sezonach WHL. Od maja 2018 reprezentował Sokoła Krasnojarsk w tej samej lidze. Na początku października 2021 ogłoszono jego angaż w zespole Cracovii w Polskiej Hokej Lidze. W lipcu 2022 został graczem kazachskiego Kułagiera Pietropawłowsk.

## Sukcesy
Klubowe
- Puchar Kontynentalny: 2022 z Cracovią